# Thonon-les-Bains
Thonon-les-Bains – miejscowość i gmina we Francji, leżąca nad Jeziorem Genewskim, u podnóża Préalpes de Savoie, w regionie Owernia-Rodan-Alpy, w departamencie Górna Sabaudia.
Według danych na rok 1990 gminę zamieszkiwało 29 677 osób, zespół miejski 55 tys. mieszkańców (1990), a gęstość zaludnienia wynosiła 1363 osób/km² (wśród 2880 gmin regionu Rodan-Alpy Thonon-les-Bains plasuje się na 21. miejscu pod względem liczby ludności, natomiast pod względem powierzchni na miejscu 434.).

## Historia
Tereny Thonon-les-Bains zamieszkiwane były przez człowieka co najmniej od czasów neolitu. W 121 r. mieszkający tu Allobrogowie zostali podbici przez Rzymian. W XI w. ziemie te weszły w posiadanie hrabiów Sabaudii. W XIV w. „Zielony Hrabia” Amadeusz VI polecił zbudować w pobliżu zamek Ripaille, który stał się ulubionym miejscem pobytu członków domu sabaudzkiego. W 1792 r. miejscowość została siedzibą podprefektury departamentu Mont Blanc.

## Współczesność
Znany ośrodek przemysłu precyzyjnego (produkcja zegarków), a także metalowego i elektrotechnicznego. Port śródlądowy. Ośrodek turystyczny i uzdrowisko (źródła mineralne).

## Zabytki
- kościół Saint-Hippolyte (XVI w.) z kryptą romańską z XII w.;
- bazylika Saint-François-de-Sale (1890-1935);
- zamek z (XIV w.);
- w pobliżu miasta zamek Ripaille (XV-XVIII w.).

## Współpraca
- Eberbach, Niemcy
- Mercer Island, Stany Zjednoczone
- Čačak, Serbia